# Dějiny Gruzie
Gruzie byla poprvé jednotná ve starověku v době největšího rozmachu království Kavkazská Ibérie, jinak byla převážně rozdrobená na množství menších království, knížectví, nebo byla pod nadvládou sousedních mocností. Znovu sjednocena byla až od 10. století díky vzrůstajícímu vlivu mocného šlechtického rodu Bagrationi v Gruzínské království. V období novověku byla Gruzie opět rozdrobená a odolávala náporu Turků. Proto se vcelku ochotně nechali ovládnout Ruským impériem, v němž viděli ochranu před Turky, avšak s jejich nadvládou nebyli příliš spokojeni. V roce 1918 se proto Gruzie osamostatnila, ale o tři roky později znovu upadla pod ruskou správu a stala se součástí SSSR. Gruzínská SSR se od Sovětského svazu odtrhla v roce 1991 a pod vedením prvního postkomunistického prezidenta Zviada Gamsachurdii dospěla k samostatnosti. Kvůli válkám, separatismu, všeobecnému úpadku a korupci však čelí dodnes mnoha překážkám.

## Pravěk v Gruzii
Na základě vykopávek v oblasti Dmanisi v regionu Kvemo Kartli bylo dokázáno, že se předchůdci dnešních lidí v této oblasti vyskytovali již před 1,8 milionem let. V 6. tisíciletí př. n. l. Gruzii osídlil první zemědělský národ, tzv. Kultura Šulaveri-Šomu, který se zabýval pěstováním obilí a ovoce, zejména vinné révy, skotu a prasat.
Ve 4. až 3. tisíciletí př. n. l. je vystřídala po vlně několika dosud neidentifikovaných kmenů Kura-arakská kultura, jež byla ve 2. tisíciletí př. n. l. vytlačena novou kulturou Trialeti, která přinesla do oblasti pokročilejší znalosti staveb budov a architektury.
Na konci 2. tisíciletí př. n. l. se objevil nejstarší dosud známý státní útvar na území Gruzie: Diaochie. Jednalo se o rozsáhlý kmenový svaz, který vznikl kolem 12. století př. n. l. po rozpadu říše Chetitů a zaplnil mocenské vakuum v oblasti. Existence Diaochetie je doložena v písemnostech sousední říše Urartu.
Celá oblast se během této epochy vyhnula silnější kolonizaci ze strany Chetitů, Peršanů, Médie a Kimmerijců. Na tom měla zásluhu i dosavadní jednotnost kartvelských (gruzínských) kmenů, které se teprve v 1. tisíciletí př. n. l. začaly od sebe odlišovat a rozpadly se na Svany, Zany a Kartvelce, což vedlo ke vzniku několika různých jazyků: svanštiny, megrelštiny, lazštiny a gruzínštiny. Zatímco Svanové ovládli pohoří Velkého Kavkazu, Zanové (Megrelové a Lazové) osídlili pobřeží Černého moře a kartvelské kmeny se přesunuly do gruzínského vnitrozemí, zejména na východ země. Kvůli přerušeným kontaktům se tyto tři oddělené národy dále vyvíjely samostatně a daly vzniknout dvěma kolébkám gruzínské kultury a státnosti. Byly jimi království Kolchida a Kavkazská Ibérie.

## Starověk a antika

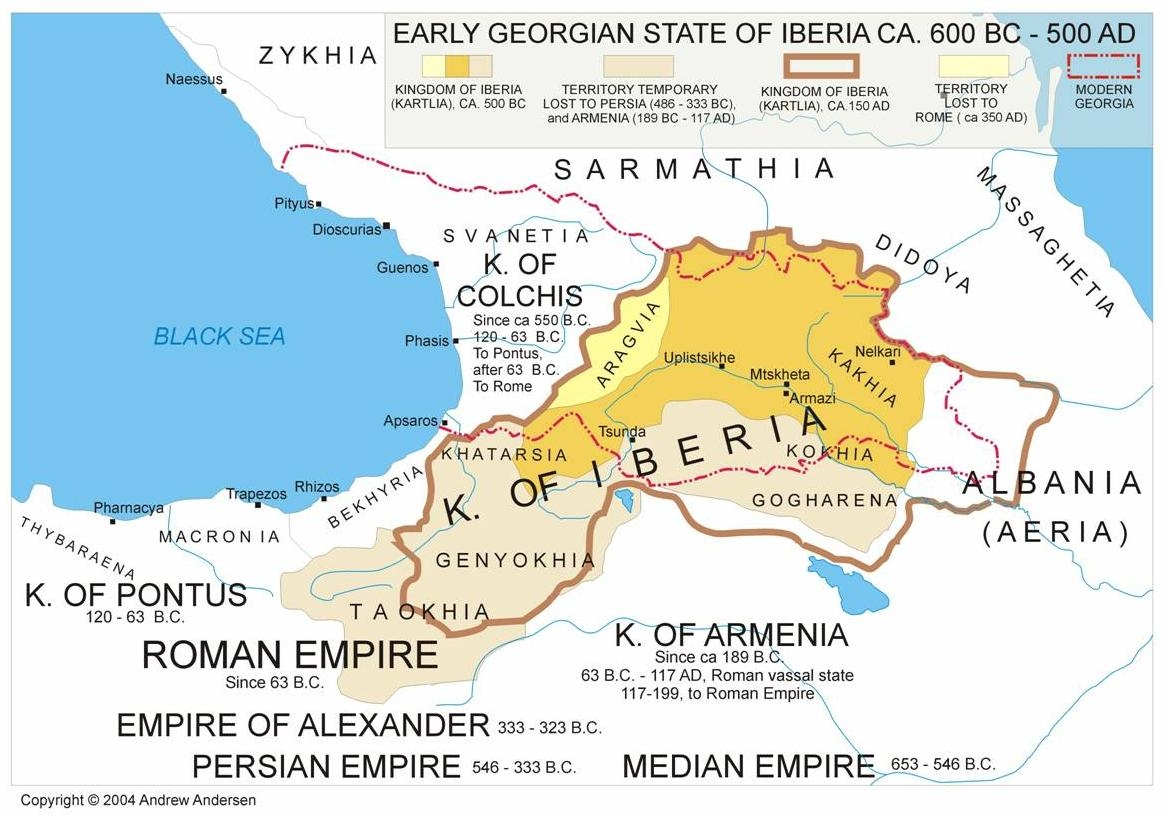
Mapa Kavkazské Ibérie

Na jihozápadě vznikl státní útvar Diaochie a směrem na sever se zformoval ještě jeden kmenový svaz: Kolchida. Kolchidu dle řeckých bájí navštívil v 2. tisíciletí př. n. l. Iásón s argonauty při cestě za Zlatým rounem. Během let 1000 a 550 př. n. l. pak Řekové pobřeží Kolchidy zkolonizovali a založili mnoho přístavů: Naessus, Pitijis, Dioscurias, Guenos, Fasis, Apsaros, a Rizos a udržovali s Kolchy přátelské styky.
Naproti tomu na východě dnešní Gruzie bojovaly různé kmeny mezi sebou o moc a dostaly se i pod vliv Urartské říše. Z mocenského boje nakonec vzešel vítězně kmen Kartlijců z okolí města Mccheta a ve 4. století př. n. l. založil starověký gruzínský stát, který existoval až do 6. století a byl nazýván Kavkazská Ibérie. Nejvýznamnějším panovníkem byl král Parnavaz I.
Obě země dokázaly odolávat nepřátelským invazím, zejména Persie, a byly svědky pochodu Alexandra Velikého, který však území Kavkazské Ibérie a Kolchidy nechal být. Přesto se díky řeckým kolonistům v kolchidských městech mluvilo hlavně řecky a kolchidská kultura měla s řeckou mnoho společného. V Ibérii Řekové téměř žádný vliv neměli.
V 2. století př. n. l. však v oblasti Zakavkazska vypukl dlouhý a krvavý konflikt mezi Římem, Arménií a zejména Pontem. Arménie tehdy ovládla téměř polovinu iberského území a měla na tento gruzínský stát značný vliv. Mezi roky 120 a 63 př. n. l. pak pontský vládce Mithridatés VI. Pontský postupně dobyl celou Kolchidu a pustil se i do dobývání celé Malé Asie.
Na jeho války brzy odpověděl Řím a generál Pompeius, který ovládl bývalou Kolchidu a přeměnil ji v provincii Lazicum. Jeho válka proti Arménii a Pontu byla úspěšná (Pontus byl úplně zničen a z Arménie se stal římsko-parthský protektorát a ztratila všechna dobytá území), ale v roce 36 př. n. l. se Římané vrátili, aby přinutili k poslušnosti i vládce Kavkazské Ibérie a aby táhli dále na východ do Kavkazské Albánie. Zatímco Kolchida, přejmenovaná na Laziku, zůstala římskou provincií, Kavkazská Ibérie pouze musela přijmout římskou ochranu, ale zůstala nezávislá. Na počátku 3. století byl Řím nucen oblast vyklidit a předat území Arménie a kavkazské Albánie Sasánovcům z Persie, zatímco Lazice byla ponechána rozsáhlá autonomie. Kolem roku 250 se však z římského vlivu zcela vymanila. Začátkem 4. století bylo v Ibérii i Lazice přijato jako hlavní náboženství křesťanství.

## Gruzínské království pod vládou Bagrationů

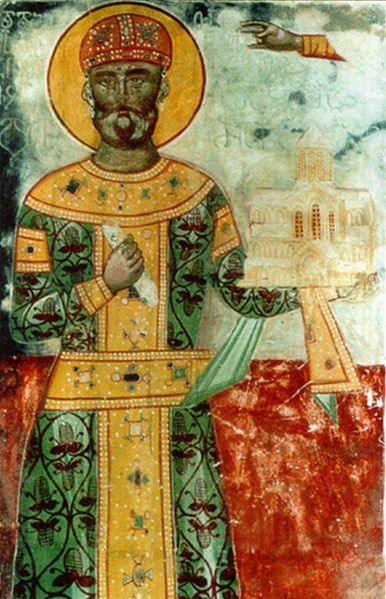
král David IV. "Stavitel"

Od arabského vlivu se Ibérie, předchůdce Gruzie, osvobodila až na počátku 9. století, kdy eristavi Ašot I. z jihozápadogruzínského rodu Bagrationi využil oslabení Arabské říše a prohlásil svůj rod za nový, dědičný vládnoucí rod nad iberským knížectvím opět pod patronátem Byzance.
Bagrationové se v gruzínské historii objevili v 9. století jako knížata na jihozápadě Gruzie, která v bojích s Araby a dalšími rody v okolí postupně obnovili nezávislou moc. Ašotův I. nástupce Ardanase II. pak formálně ještě jako byzantský vazal přijal v roce 888 po více než 300leté odmlce iberskou královskou korunu. Korunován byl už nikoliv jako vládce Ibérie, ale jako „Král všech Gruzínců“. Jeho potomek Bagrat III. pak dokázal kolem let 1001–1010 sjednotit okolní rozdrobená knížectví v Gruzii pod jedinou vládu a položil tak základ existence Gruzínského království.
Období vlády Bagrationů od konce 11. století do počátku 13. století, zejm. vláda Davida IV. a jeho vnučky Tamary, patří k vrcholným epochám gruzínských dějin. Toto zlaté období bylo násilně ukončeno mongolskou invazí. V roce 1122 bylo hlavní město přesunuto z Kutaisi do Tbilisi.
Jednotná vláda byla po čase rozdrobena na drobná knížectví (abchazské, kachetinské, eretínské a tao-klardžetské). Na začátku 13. století tak byla země, přesto však začínala být v ohrožení jak ze západu z Turecka, tak z východu z Persie – ty získávaly postupně vliv v jednotlivých knížectvích. Pod nátlakem těchto dvou velkých impérií se tak podařilo část obyvatelstva islamizovat.

### Osmanská a íránská nadvláda
Další ránu jednotě Gruzie uštědřil Tamerlán a koncem 15. století po smrti krále Jiřího VIII. dochází v roce 1466, také díky jeho třem synům k fragmentaci Gruzínského království: etablují se tři hlavní království — Imereti, Kacheti a Kartli — pod vládou samostatných větví Bagrationů a několik dalších polosuverénních knížectví (jako abchazské, kachetinské, eretínské a tao-klardžetské).

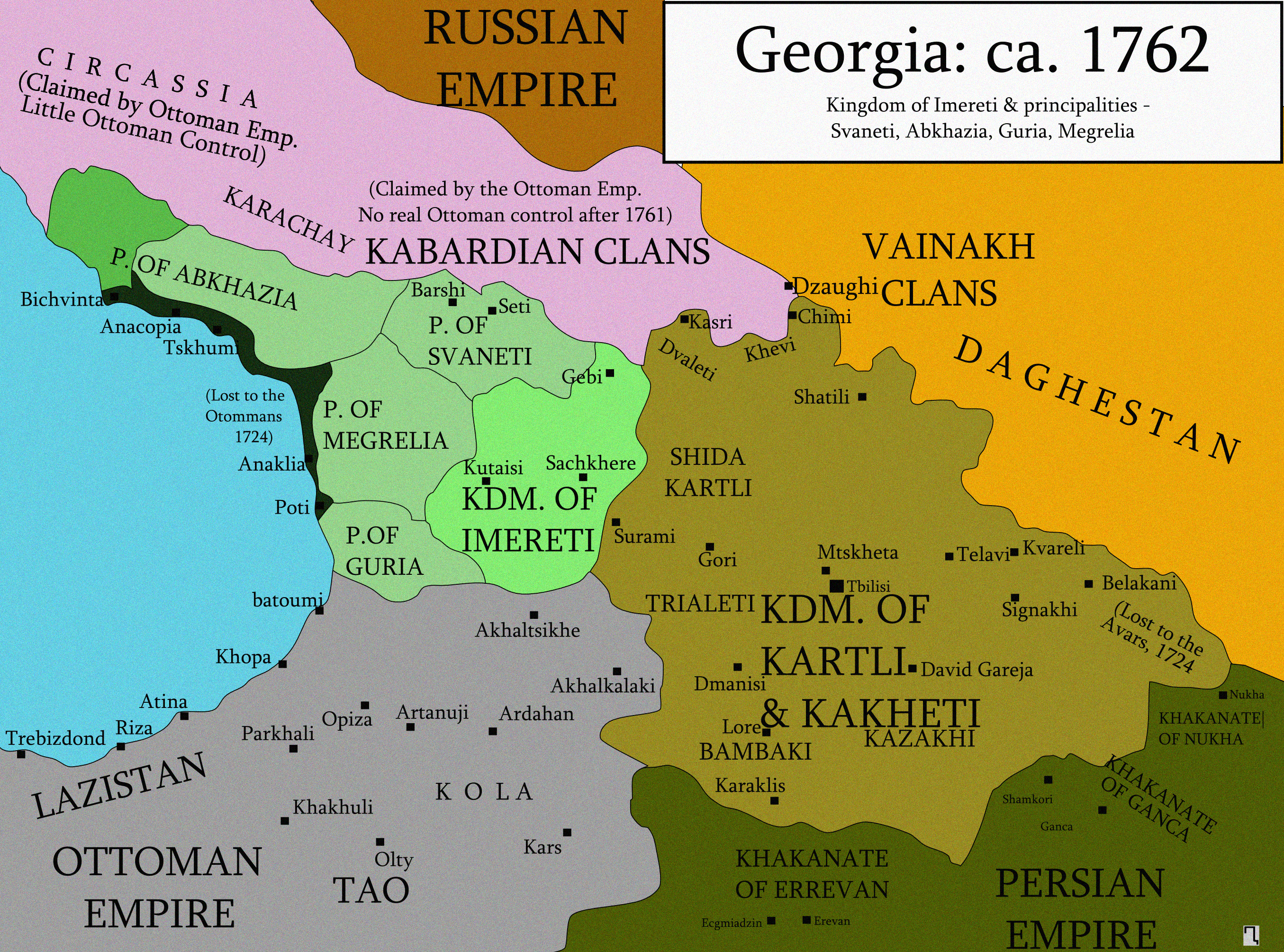
Gruzínská království a knížectví c. 1762.

Oblast Gruzie byla v dalších staletích místem neustálých vpádů Peršanů, Osmanů, kteří si nakonec podrobili všechna samostatná či polosamostatná gruzínská panství. Peršané obnovili znovu svou hegemonii nad všemi regiony nad většinou Gruzie v osmansko-perské válce (1603-18). Během dalších století se proti peršanům vzbouřili různí gruzínští králové a šlechtici, ale mnoho králů a aristokratů plně přijalo perskou nadvládu a konvertovalo k islámu.
Do 17. století se východní i západní Gruzie dostaly do velké chudoby jako důsledek neustálého válčení. Ekonomika na tom byla velice špatně a populace měst značně klesla. Různí vládci v Gruzii byli proto často rozděleni mezi uznáním osmanské nebo íránské nadvlády. Vznik třetí imperiální moci na severu, křesťanského Ruska, proto bylo stále více lákavou volbou.
Po občanské válce a následném chaosu, k němuž došlo po celém perském impériu po jeho rozpadu, se Osmanové a Rusové dohodli rozdělit velké části Persie v Konstantinopolské smlouvě (1724). Gruzie byla rozdělena napůl. Po rychlém vzestupu Persie byli v roce 1735 po dvou letech vlády z části Gruzie vyhnáni Osmané, což vedlo k rychlému obnovení perského panství nad celou Gruzií. Nicméně mnoho gruzínských šlechticů odmítlo přijmout nový režim v reakci na těžké daně.
Gruzínské království se spojilo v alianci s Ázerbájdžánem, který také povstal proti agresí perských válečníků. V roce 1752 poslali gruzínští králové do Ruska misi, aby požádali o 3 000 ruských vojáků nebo dotaci, která by jim umožnila koupit žoldnéře pro vpád do Persie a nastolit proruskou vládu. Velvyslanectví však nedosáhlo žádných výsledků, jelikož ruský dvůr byl znepokojen evropskými záležitostmi.
Po třech stoletích bylo území bývalého gruzínského království opětovně, i když jen částečně sjednoceno v roce 1762 spojením sousedních království Kartli a Kachetie. Spojil je král Erekle II., který byl již předtím králem každého zvlášť. Království se obrátilo k Rusku pro ochranu před osmanskými a perskými útoky. Ruská císařovna Kateřina Veliká měla zájem na tom, aby byli Gruzínci spojenci ve válkách s Turky, ale poslala na pomoc jen menší síly.
V roce 1783 uzavřel Erekle II. s Kateřinou Georgijevskou smlouvu, čímž se Kartlijsko-kachetské království stalo protektorátem Ruska, smlouva zaručila územní celistvost Gruzie a pokračování jeho vládnoucí dynastie Bagrationi výměnou za výsady při vedení gruzínských zahraničních věcí. Smlouva tedy rušila jakoukoliv nadvládu Peršanů či jiné moci nad královstvím, každý nový gruzínský monarcha potřeboval potvrzení a uznání od ruského cara a Gruzie by neměla mít žádnou diplomatickou komunikaci s jinými národy bez předchozího souhlasu Ruska. Ale když v roce 1787 vypukla další rusko-turecká válka, Erekle s Osmany podepsal samostatnou smlouvu. Proto Rusové stáhli své jednotky z tohoto regionu za účelem použití jinde, takže království zůstalo nechráněné. V roce 1795 nový perský šáh napadl zemi a vypálil Tbilisi, obnovil tak perskou vládu nad Gruzií.
Po neplnění podmínek smlouvy gruzínští vládci cítili, že se nemají na koho jiného obrátit. Po smrti Iraklije vypukla občanská válka a jeden z konkurenčních kandidátů na trůn vyzval Rusko, aby zasáhlo. 8. ledna 1801 podepsal císař Pavel I. Ruský vyhlášku o začlenění království do ruské říše. V létě 1805 ruští vojáci na řece Askerani během rusko-perské války (1804-1813) perskou armádu porazili. Tímto způsobem Persie ztratila nad oblastí kontrolu.
Kartli-Kacheti však nebylo jediné Bagrationské království, které bylo nástupcem jednotné Gruzie. Tím dalším bylo království Imeretie, které si ze všech gruzínských státečků uchovalo nejdéle svou samostatnost (i když jen formální), a to do roku 1810. Poté se celá Gruzie stala ruskou.

## Období nadvlády Ruského impéria
Roku 1810 se západní knížectví formálně připojilo k Ruskému impériu. Do roku 1864 se podařilo Rusům anektovat celou Gruzii, kromě přístavů Suchumi a Batumi, které získali až po rusko-tureckých válkách. Do konce 19. století vliv carství a rusifikace země natolik zesílil, že se obyvatelstvo začalo bouřit, začal růst gruzínský nacionalismus. Při nepokojích v roce 1905 v Rusku vypukl v Gruzii ozbrojený boj. Během této doby se marxistická sociální demokratická strana stala dominantním politickým hnutím v Gruzii. Po roce 1905 se Josif Vissarionovič Džugašvili (více známý jako Josif Stalin), gruzínský bolševik, stal vůdcem revolučního hnutí v Gruzii. Byl na cestě k vedení Sovětského svazu.

## Období revoluce a nadvláda SSSR
Po vypuknutí Říjnové revoluce moc v zemi rychle získali gruzínští sociální demokraté pod vedením Noa Žordaniji. Byl ustanoven výbor Zakavkazský komisariát, což byla společná vláda nacionálních stran všech tří budoucích kavkazských sovětských republik. Ten rozhodl o odtržení od Ruska a vytvoření Zakavkazské demokratické federativní republiky. Existovala až do doby, než Ázerbájdžán začal požadovat politickou i ekonomickou orientaci na Turecko, s čímž nemohli představitelé Arménie a Gruzie souhlasit. Gruzie po vyhlášení samostatnosti požádala Německo o ochranu, čemuž bylo vyhověno. Roku 1920 byla podepsána také mírová smlouva s RSFSR, kterou ruští bolševici uznali nezávislost Gruzie za podmínky, že bude povolena bolševická strana v Gruzii a pomoc bělogvardějcům zastavena. Ruské bolševické vedení ale porušilo veškeré smlouvy a Rudá armáda se nakonec zmocnila země silou. Byla vyhlášena Gruzínská SSR a menševická vláda byla nucena uprchnout do francouzského exilu. V rámci Gruzínské SSR byla zřízena Adžarská ASSR na jihu, Abchazská ASSR na severozápadě a Jihoosetská autonomní oblast. Byl učiněn i pokus o integraci s Arménií a Ázerbájdžánem v Zakavkazskou SFSR, která se však 5. prosince 1936 rozpadla. V roce 1924 vypuklo protisovětské srpnové povstání, které bylo potlačeno.

## Období páduSSSRa vyhlášení nezávislosti
Roku 1989 vláda Gruzínské SSR prohlásila, že současný stav je okupací a porušením mírové smlouvy. Na jaře roku 1990 byly schváleny zákony vedoucí k zárukám vlastní nezávislosti, byla odstraněna vedoucí úloha komunistické strany v zemi; nezávislost pak byla vyhlášena 14. 11. 1990. Gruzie se jako jedna z mála nových republik nestala členem SNS, nakonec však z hospodářských důvodů do společenství vstoupila (vystoupila až v roce 2008 jako následek tehdejší války v Jižní Osetii). V následujícím roce byl v nezávislých volbách zvolen za prezidenta Zviad Gamsachurdia.
Protože se nejvyšší sovět snažil rozhodnutí zrušit, začaly v zemi ne bez přičinění ruských tajných služeb vypukat nepokoje, které se přenesly i do autonomních republik, žádajících také nezávislost, čemuž nebylo vyhověno. V letech 1991 a 1992 se situace natolik zhoršila, že vypukly mezi Osety a Gruzínci ozbrojené střety, nesoucí znaky občanské války. Po uklidnění situace v roce 1995 se do čela země dostal bývalý ministr zahraničí SSSR Eduard Ševardnadze, který se ve skutečnosti k moci dostal již v roce 1992, ale až do smrti Gamsachurdii probíhaly vnitřní boje o moc. Vládnout jako prezident země vydržel až do revoluce v roce 2003.

### Období tzv. růžové revoluce
Během této „růžové“ revoluce protestovaly tisíce lidí v čele s pozdějším prezidentem Michailem Saakašvilim proti Ševardnadzeho vládě, která nevyřešila základní hospodářské a politické problémy – chudobu a korupci. Roku 2004 byl Saakašvili zvolen prezidentem už demokratickou cestou, kdy získal 95 % hlasů. Opozice tvrdila, že volby byly zmanipulované a že se na volebním výsledku podepsaly dary od nadací amerického miliardáře George Sorose a dalších nadací financovaných vládou USA. Saakašvili po nástupu k moci prosadil úpravy gruzínské ústavy, aby vytvořil „superprezidentský systém“ a soustředil veškeré pravomoci v exekutivě. Gruzínským parlamentem byly schváleny zákony, kterými byla snížena nezávislost soudní moci či podle kterých jsou ústřední i volební komise sestavovány pouze z lidí jmenovaných prezidentem. Postupně byla eliminována plná svoboda tisku, bylo omezeno vysílání.
V roce 2006 se v Gruzii konaly demonstrace, při nichž lidé žádali odstoupení prezidenta. Policie proti demonstrantům brutálně zasáhla a začala zatýkat představitele opozice. Roku 2007 protesty přerostly v masové demonstrace, při nichž lidé kritizovali dramatický pokles životní úrovně a korupci. Prezident vyhlásil „výjimečný stav“, zakázal nestátní média, zakázal veřejná shromáždění a začal podnikat nedemokratické kroky proti svým politickým oponentům. Koncem listopadu 2007 Saakašvili z funkce odstoupil, ale již v lednu 2008 se konaly volby, při nichž byl zvolen znovu prezidentem a které opozice označila jako zmanipulované.
Mezinárodní organizace kritizují stále přetrvávající nedemokratické praktiky v Gruzii, které pošramotily jak zásahy proti demonstrantům či opozici, tak přetrvávající náboženská nesvoboda. Mezi největší gruzínské skandály, v němž jsou zapleteny politické špičky, patří zavraždění Sandra Girgvlianiho
V květnu 2008 se v Gruzii konaly parlamentní volby, v nichž zvítězila vládnoucí strana prezidenta Saakašviliho Sjednocené národní hnutí, které získalo 63 % hlasů. Opozice označila tyto volby za zfalšované.

### Válka vJižní Osetii
1. srpna 2008 začala válka v Jižní Osetii mezi Gruzií a Jihoosetinskými separatisty.
Ta pak začala 7. srpna nabírat na síle, když se na stranu Jižní Osetie přidalo Rusko. Rusové postupně zatlačili Gruzínce z Jižní Osetie zpět na gruzínské území.
12. srpna potvrdilo Rusko stažení svých jednotek z Gruzie.
14. srpna 2008 schválil gruzínský parlament kvůli ruské invazi vystoupení ze Společenství nezávislých států.
26. srpna 2008 byly Ruskou federací uznány samostatné státy Jižní Osetie a Abcházie.
Na summitu EU, který probíhal na začátku září, prohlásil ruský prezident Dmitrij Medveděv, že Rusko stáhne své vojáky z Gruzínského území, avšak ponechá ozbrojené síly v Abcházii a Jižní Osetii.